# Kazimierz Sott
Kazimierz Jerzy Sott, ps. Sokół (ur. 19 grudnia 1923 w Warszawie, zm. 1 lutego 1944 tamże) – członek Grup Szturmowych, żołnierz oddziału dywersji bojowej Agat Armii Krajowej, uczestnik akcji Kutschera.

## Życiorys
Od sierpnia 1943 członek 1. plutonu „Agat” (późniejszy „Pegaz”). Uczestnik udanego zamachu na Franza Kutscherę – dowódcę SS i policji na dystrykt warszawski Generalnego Gubernatorstwa, przeprowadzonego 1 lutego 1944. 
W czasie akcji „Sokół” był kierowcą samochodu Mercedes 170 V, był uzbrojony w 2 pistolety Parabellum i granaty. W czasie odskoku po wykonanej akcji poszukiwał przez wiele godzin szpitali, które zgodziłyby się przyjąć i zoperować ciężko rannych w brzuch wykonawców wyroku sądu AK: dowódcę akcji „Lota” i ubezpieczającego „Cichego”. Karetki kilkakrotnie woziły ciężko rannych do różnych szpitali (Klinika Webera, Szpital Maltański, Szpital przy Szkole Pielęgniarek, Szpital Ujazdowski) ostatecznie zostali dowiezieni do praskiego Szpitala Przemienienia Pańskiego.
Wraz z ubezpieczającym „Juno”, po odwiezieniu „Lota” i „Cichego”, próbowali zgodnie z rozkazem rannego „Lota” odprowadzić postrzelany samochód z bronią do garażu w lewobrzeżnej części miasta. Na moście Kierbedzia natknęli się na blokadę niemieckiej policji; ostrzeliwując się skoczyli do Wisły i ponieśli śmierć w jej nurtach. Pochowany na cmentarzu Wojskowym na Powązkach w Warszawie (kwatera A24-9-11).

## Ordery i odznaczenia
- Order Krzyża Grunwaldu III klasy (pośmiertnie, 8 maja 1946)[3]
- Krzyż Walecznych (pośmiertnie)

## Upamiętnienie
- Tablica pamiątkowa umieszczona w latach 50. XX wieku na północnej balustradzie mostu Śląsko-Dąbrowskiego w Warszawie (bliżej strony praskiej)[4].
- W 1990 jego imieniem nazwano ulicę na warszawskim Ursynowie[5].
- Nazwisko Kazimierza Sotta widnieje na tablicy umieszczonej na kamieniu pamiątkowym znajdującym się w miejscu akcji Kutschera w Alejach Ujazdowskich 23[6].